# Audytor energetyczny
Audytor energetyczny – osoba wykonująca audyt energetyczny lub części audytu remontowego
budynku.
Zgodnie z ustawą z dnia 21 listopada 2008 r. o wspieraniu termomodernizacji i remontów oraz o centralnej ewidencji emisyjności budynków (Dz.U. z 2024 r. poz. 1446) audytor sporządza opracowanie określające zakres oraz parametry techniczne i ekonomiczne przedsięwzięcia termomodernizacyjnego, ze wskazaniem rozwiązania optymalnego, w szczególności z punktu widzenia kosztów realizacji tego przedsięwzięcia oraz oszczędności energii, stanowiące jednocześnie założenia do projektu budowlanego.
Pojęcie audytor energetyczny nie jest tożsame z audytorem efektywności energetycznej, do zostania którym, należy spełnić warunki określone w ustawie z dnia 20 maja 2016 r. o efektywności energetycznej (Dz.U. z 2025 r. poz. 711). W Polsce nie wprowadzono prawnej formy uprawnień audytora energetycznego, ale z uwagi na poziom skomplikowania obliczeń audytorami zostają osoby z wykształceniem technicznym w zakresie energetyki, inżynierii środowiska, budownictwa oraz osoby, które ukończyły odpowiednie kursy szkoleniowe lub studia podyplomowe audytingu energetycznego.